# Stanisław Starzewski
Stanisław Roman Leopold Starzewski (ur. 19 sierpnia 1875 w Krakowie, zm. 6 lipca 1969 tamże) – pułkownik dyplomowany saperów Wojska Polskiego, kawaler Orderu Virtuti Militari.

## Młodość i Armia Austro-Węgierska (1875–1918)
Ojciec, dr Rudolf Starzewski był adwokatem krajowym, matka – Franciszka z Lewickich prowadziła w Krakowie „Hotel Pod Różą” na ul. Floriańskiej. W 1893, jako absolwent Gimnazjum im. Sobieskiego w Krakowie, rozpoczął studia w Technicznej Akademii Wojskowej na Wydziale Inżynierii w Wiedniu (1893–1896).
Po ich ukończeniu w 1896 roku został mianowany podporucznikiem w 2 batalionie pionierów w Linzu (Górna Austria). Służył tam 5 lat. Rangę porucznika uzyskał w 1900 roku.
W Linzu dwukrotnie odznaczył się czynami z narażeniem własnego życia. Podczas powodzi w 1899 roku uratował z podwładnymi wiele rodzin z zagrożonych domów. W 1902 roku, podczas prac przy budowie mostu pontonowego na Dunaju wyłowił tonącego żołnierza z wartkiej i lodowatej rzeki, za co odznaczony został Wojskowym Medalem Zasługi.
Od 1902 do 1904 roku kontynuował studia na Wyższym Kursie Inżynierii w Szkole Wojennej w Wiedniu. Po ich ukończeniu został przydzielony do Sztabu Inżynierii Armii Austriackiej, gdzie pełnił służbę kolejno w Dyrekcjach Inżynierii w Petrovaradin (Petervardein), Klagenfurcie i w Krakowie. Nadzorował tam budowę mostów, dróg fortecznych, fortyfikacji i szkolił oddziały techniczne piechoty. W Krakowie budował fortyfikacje w obrębie od nowych wodociągów nad Wisłą do Rudawy na Błoniach (Cichy Kącik). W Klagenfurcie – na polecenie Biura Ewidencyjnego Sztabu Generalnego Austrii dokonał rozpoznania nowo budowanych fortyfikacji włoskich w okolicach Gemony. Za to dokonanie otrzymał pisemne uznanie ówczesnego szefa Sztabu Generalnego Konrada v. Hötzendorfa.
Z początkiem 1909 roku, na własną prośbę przeniesiony do rezerwy, wstąpił do służby cywilnej w kolejnictwie w Krakowie jako komisarz budowlany. W lipcu 1909 roku został powołany do służby w Generalnej Dyrekcji Kolei Austriackich jako radca Generalnej Inspekcji (odpowiednik stopnia podpułkownika).
Z wybuchem wojny – w sierpniu 1914 roku wyruszył jako porucznik rezerwy na front z kompanią 1 batalionu saperów i brał udział w bitwach I Korpusu pod Kraśnikiem i Dęblinem. W listopadzie 1914 został awansowany do stopnia kapitana i przeniesiony do Kadry Batalionów w Mährisch Schönberg (pol. Szumperk), gdzie szkolił zapasowe oddziały pionierów piechoty korpusu.
W kwietniu 1915 roku został przydzielony do Sztabu Inżynierii i odkomenderowany do Dyrekcji Inżynierii w fortecy Kraków. Na stanowisku tym pozostał do końca wojny z przerwą kilkumiesięczną (I połowa 1916), biorąc udział w walkach na froncie nad Ikwą. Od 1917 r. pełnił funkcję dyrektora Dyrekcji Inżynierii w Krakowie, mając pod komendą kilkudziesięciu oficerów i kilka tysięcy żołnierzy. Był ostatnim Dyrektorem Inżynierii Twierdzy Kraków.
W czasie pełnienia służby wojennej Stanisław Starzewski dwukrotnie podejmował próby przeniesienia się z Armii Austro-Węgierskiej do Legionów Polskich, ale nie dostał na to zgody.
Po upadku monarchii austro-węgierskiej uchronił mienie państwowe fortecy krakowskiej. Zorganizował pociąg pancerny „Paderewski” dla obrony Lwowa przed Ukraińcami pod dowództwem porucznika Abłamowicza oraz uzbrajał i wysyłał do Lwowa pojedyncze partie żołnierzy.

## Służba w Wojsku Polskim (1918–1925)

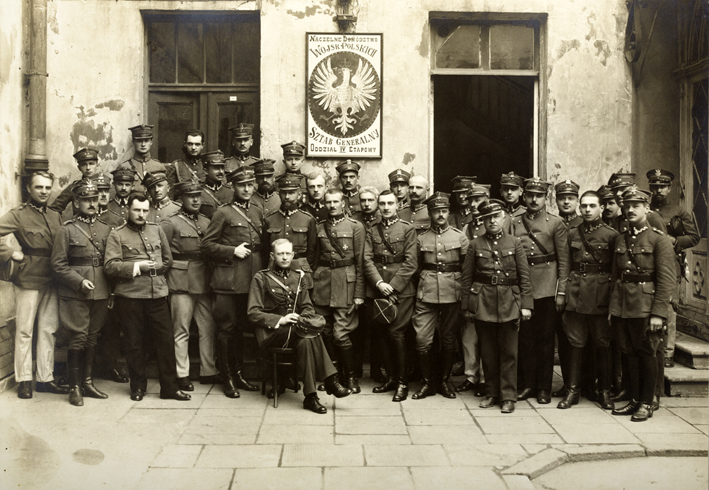
IV Oddział Naczelnego Dowództwa Wojska Polskiego (1919 r.)

W listopadzie 1918 roku został przyjęty do Sztabu Generalnego w randze majora. Był szefem tzw. Oddziału Demobilizacyjnego, a następnie Oddziału IV (grudzień 1918) i zastępcą Głównego Kwatermistrza (luty1919). O początkach pracy w Naczelnym Dowództwie napisał w swoich „Wspomnieniach”:

Służba w Nacz. Dowództwie była b. odpowiedzialna i wymagała nie tylko ciężkiej pracy, lecz także dużego wysiłku organizacyjnego. Wszystko trzeba było tworzyć z niczego. Organizować pojedyncze wydziały, dobierać i szkolić referentów, komponować odpowiednie instrukcje i przepisy. Oddział IV kierował bowiem wszelkim zaopatrzeniem wszystkich wojsk na froncie oraz administracją tzw. Obszaru Wojennego”.

Oprócz zajęć związanych z funkcją szefa oddziału i zastępcy Gł. Kwatermistrza mjr Starzewski był prezesem Sądu Honorowego dla oficerów Naczelnego Dowództwa. Prowadził – na wyraźne polecenie Piłsudskiego – negocjacje z dowództwem niemieckim, które w 1919 roku wycofywało wojsko z frontu wschodniego. Pertraktował z oficerami francuskimi w sprawie sprowadzenia Misji Wojskowej do Polski i w sprawie przyjazdu Armii Hallera z Francji. Był ponadto oficerem łącznikowym przy dowództwie Armii Hallera w Lublinie podczas zakończenia wojny z Ukraińcami. Jeśli uwzględnić bieżące obowiązki wynikające z zajmowanego stanowiska, tj. udział w różnych posiedzeniach Komisji Wojskowej Sejmu i różnych komisjach międzyministerialnych, konferencje z ministrami, posłami, różnymi petentami, przyjęcia zagranicznych delegacji, raporty u szefa Sztabu lub u Naczelnego Wodza itp., to jak pisze Stanisław Starzewski:

W roku 1919 czas pracy trwał najczęściej od 8 rano do 4 rano następnego dnia. Na spanie wystarczać musiało 4 do 5 godzin, a na jedzenie głównie przy biurku doraźne wyrywane chwile. Podołać takiej pracy można było tylko przy żelaznym zdrowiu i odpowiednim zachęcaniu podwładnych do jak największego wysiłku”.

W ostatnich dniach stycznia 1920 roku mjr Starzewski brał udział, jako delegat Polski, w konferencji z Niemcami w sprawie ewakuacji niemieckich wojsk z terenów objętych przez Polskę. Był pierwszym polskim oficerem, który zjawił się na ulicach Berlina w mundurze polskim. W tym czasie zdołał również zorganizować wymianę części broni polskiej na amunicję z Węgier. Pociąg ze sprzętem prowadził osobiście.
W maju 1920 roku, z polecenia Piłsudskiego – w związku z ofensywą wschodnią, wziął udział w pertraktacjach z Petlurą. Mjr Starzewski wspomina to zdarzenie następująco:

Wcześniej, na wiosnę 1920 r. w Sztabie Generalnym odbyła się pod kierownictwem J. Piłsudskiego konferencja w związku z zamierzoną ofensywą bolszewicką na Polskę. Ponieważ dla wszystkich zgromadzonych było rzeczą jasną, że jedynie wcześniejsze własne uderzenie stanowi najlepszą obronę, dyskutowano obszernie nad kierunkiem takiej ofensywy tj. czy należy przeprowadzić ofensywę na północ czy na południe od Polesia. Mjr Starzewski przedstawił, że dla wyżywienia armii na północnym odcinku, gdzie panował głód, trzeba by było wszystko dowozić z kraju, który sam nie miał dostatecznej ilości żywności. Natomiast uderzenie na południowym odcinku pozwalało na wcześniejszą ofensywę oraz dawałoby możność wyżywienia ludzi i koni, wobec wszelkich znajdujących się tam jeszcze zapasów żywności. Konieczną przesłanką uzyskania wyżywienia na Ukrainie byłoby jednak przyjazne ustosunkowanie się ludności, a zatem dojście do porozumienia z Petlurą. Odpowiedź Naczelnego Wodza była b. krótka: „Dobrze! poprowadzi pan zatem pertraktacje z rządem Petlury”.

Negocjacje z Ukraińcami trwały bez przerwy trzydzieści kilka godzin. Wynegocjowana pod nadzorem mjr. Starzewskiego umowa dotyczyła między innymi, poza ustaleniem warunków tworzenia armii ukraińskiej, zobowiązanie zwrócenia Polsce wszystkich kosztów utrzymania armii na Ukrainie. Strona ukraińska zgodziła się również na dostarczenie karbowańców na zakupy wyżywienia od ludności i przeprowadzenie ewentualnej rekwizycji za pośrednictwem komisarzy ukraińskich. Wysokość poniesionych zwrotnych kosztów określić miało jednostronnie Naczelne Dowództwo Polskie. Pod koniec maja 1920 roku rozkazem Nacz. Wodza mjr Starzewski mianowany został Naczelnym Komisarzem Komunikacji przy rządzie Symona Petlury. Tego stanowiska nigdy nie objął, ponieważ wojska polskie były już w odwrocie.
W Wyprawie na Kijów pełnił funkcję Głównego Kwatermistrza. Krótko po powrocie do Warszawy mjr Starzewski pisał:

(...) został(em) o 2-giej nad ranem wezwany do sali konferencyjnej, gdzie zebrani byli Piłsudski, Sosnkowski, szef szt. gen. St. Haller, jego obaj zastępcy, oraz kilku innych oficerów Nacz. Dowództwa. Nadeszła wiadomość, że wojska gen. Berbeckiego zostały przez Budionnego rozbite i naradzano się nad tym, co dalej robić. Proponowano wydanie rozkazów odwrotu i dyskutowano, gdzie i jakie jednostki mają się cofać. Piłsudski milczał. Gdy zdawało się, że mniemania uzgodniono, mjr. Starzewski zwrócił się do Piłsudskiego. Wywiązała się taka rozmowa: Komendancie, wolno mi otwarcie wyrazić moje zdanie? „Mów pan!” – Urządzamy Polsce pogrzeb 1-szej klasy! – „Jak to pan rozumie?”- O ile zostaną wydane omówione rozkazy, wojsko polskie będzie stanowiło szpaler pogrzebowy przy trumnie, a w kondukcie postępować będzie Budienny do Warszawy”. „A co Pan radzi?”. Uważam, że największe straty ponosi się zawsze przy odwrocie, a jeżeli już mamy tracić polskiego żołnierza, to przecie lepiej tracić go przy ataku. „A mówiłem Berbeckiemu, że o ile by po nim Budionny przejechał, to ma go ścigać”. Komendancie, to przecie właśnie fałszywie! Piechotą kawalerii nie dogoni! Trzeba mu było powiedzieć, że w takim wypadku zebrał co może wojska i uderzył na tyły, na to co za kawalerią postępuje. To samo radzę teraz. Mamy kilka nienaruszonych dywizji. Należy im dać natychmiast rozkaz, by wszelkimi siłami uderzyły mniej więcej w kierunku Zwiachla. Tylko takie uderzenie może powstrzymać Budiennego w dalszym marszu, jeżeli się zupełnie tyły odetnie! Piłsudski ożywił się i zawołał: „Pan Starzewski ma rację”. W dalszym ciągu naradzano się już nie nad odwrotem, lecz nad rozkazami do kontrofensywy, która rzeczywiście doprowadziła do odbicia Równego i wstrzymała na jakiś czas dalszy pochód Budionnego.

Po klęsce kijowskiej w Nacz. Dowództwie brak było wizji i koncepcji dalszych poczynań wojskowych. Mjr Starzewski nazywa to smutnym okresem bezhołowia. We „Wspomnieniach” częściowo wini Piłsudskiego, który według niego „nigdy właściwie nie był wodzem w pełnym tego słowa znaczeniu, tj. kierującym całością wysiłku wojennego. Zawsze się tylko od czasu do czasu niejako wtrącał w dowodzenie”.

Ta sytuacja spowodowała, że mjr Starzewski (według opisu we „Wspomnieniach”) wezwał wszystkich szefów oddz. Nacz. Dowództwa i przedstawił im opracowany przez siebie krótki Memoriał do Szefa Sztabu tej mniej więcej treści: Na nas tj. na Sztab Generalny spadnie wobec narodu i historii pełna odpowiedzialność za prowadzenie wojny w sposób dyletancki i przeciwny wszelkiej naszej znajomości fachu. Jeżeli tu w Nacz. Dowództwie nikt nie wie czego chcemy, nie mając żadnego konkretnego planu, jak fatalnie oddziaływać to musi na wojsko na froncie. Tak dalej być nie może. Żądamy jasnych jednolitych wytycznych, żeby każdy z nas i każdy dowódca na froncie wiedział czego chcemy i co jest jego zamiarem. Po jednogłośnej i z zapałem przyjętej zgodzie na Memoriał udano się do Szefa Sztabu (St. Hallera). Tenże odpowiedział: „Wiemy czego chcemy, chcemy się bronić do ostatka”. Mjr Starzewski odrzekł: „To jest bierne, a nie czynne stanowisko, które nic konkretnego nie mówi”. St. Haller obiecał przedstawić sprawę Nacz. Wodzowi. Wkrótce potem wszyscy szefowie oddziałów przeniesieni zostali na front, a gen. St. Haller zastąpiony został przez gen. Rozwadowskiego.

29 maja 1920 roku został zatwierdzony z dniem 1 kwietnia 1920 roku w stopniu pułkownika, w inżynierii i saperach, w grupie oficerów byłej armii austriacko-węgierskiej. Nieco wcześniej otrzymał stanowisko Głównego Kwatermistrza i drugiego zastępcy Szefa Sztabu. W pierwszej połowie lipca przeniesiony został na stanowisko Głównego Kwatermistrza Frontu Północno-Wschodniego. W czasie krytycznej ofensywy bolszewickiej na Warszawę był u boku gen. Szeptyckiego, później gen. J. Hallera. We wrześniu 1920 roku objął funkcję 1. zastępcy Szefa Sztabu Generalnego.
Za czyny w czasie wojny bolszewickiej płk Starzewski został odznaczony orderem Virtuti Militari kl. V.
W listopadzie 1920 roku udał się płk Starzewski, na wyraźny rozkaz Piłsudskiego jako rzeczoznawca wojskowy do Paryża w celu zawarcia pod egidą Rady Ambasadorów umowy z Niemcami w sprawie tranzytu przez Pomorze. Kontrpartnerem ze strony niemieckiej był podpułkownik Michaelis, dawny kontrpartner płk. Starzewskiego przy wszystkich poprzednich pertraktacjach z Niemcami.
Podczas przerwy na Boże Narodzenie płk Starzewski spotkał się z Naczelnikiem Państwa by zdać sprawozdanie z przebiegu Konferencji i zapytał:

Czy wolno mu otwarcie przedstawić jeszcze jedną sprawę. Piłsudski odpowiedział: »Mów Pan. Ja tymczasem będę chodził«. Płk. Starzewski: »Trzeba koniecznie, aby Komendant udał się do Paryża, by usunąć trupa Rosji leżącego jeszcze ciągle między Polską a Francją«. Na pytanie jak to należy rozumieć opowiedział mu płk. Starzewski jak jeszcze ciągle we Francji nie umieją inaczej patrzeć na Polskę, jak tylko przez pryzmat rosyjski. Na dowód przytoczył, że mu się nie zdarzyło w Paryżu spotkać z Francuzami, którzy dowiedziawszy się, że mają do czynienia z Polakiem nie pytali go od razu co słychać w Moskwie lub Petersburgu. W towarzystwie tak często spotykał się z pytaniem po jakiemu mówi się w Warszawie, że przyjął jako stałą formułkę odpowiedź: »To przecie całkiem proste, pospólstwo mówi po chińsku, a inteligencja po japońsku«. Inny przykład: w Muzeum w Malmaison, gdzie znajdują się wszystkie ordery Napoleona I, order „Virtuti Militari” figurował jako order holenderski i dopiero interwencja u Marszałka Foch’a zmieniła niekorzystny dla Polaków stan rzeczy. Płk. Starzewski zasugerował, że przyjazd i uroczyste przyjęcie Naczelnika Państwa Polskiego mogłoby się walnie przyczynić do otworzenia oczu Francuzom, że Polska jest czymś innym niż Rosja«. Piłsudski nic nie odpowiedział, możliwe jest jednak, że ta interwencja przyczyniła się, do powzięcie decyzji jazdy do Paryża.

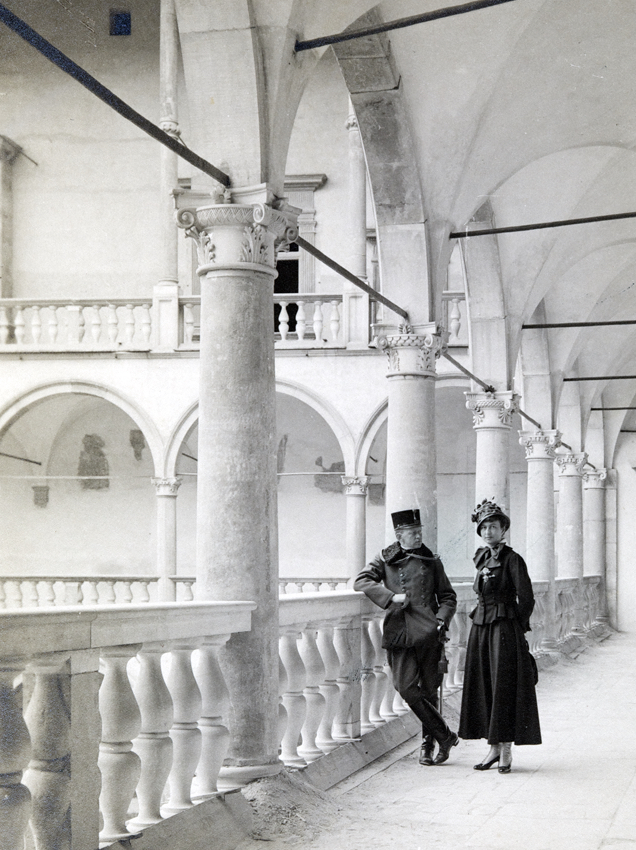
Stanisław Starzewski z żoną Hildą na Wawelu (1916 r.)

W styczniu 1921 roku płk Starzewski ponownie zasiadł przy stole negocjacyjnym w Paryżu. Dalsze pertraktacje ujawniły znaczną rozbieżność poglądów pomiędzy stroną polską a niemiecką. Rzeczoznawcy wojskowi mieli zdecydowanie odmienny punkt widzenia co do ograniczenia ilości wojskowych pociągów tranzytowych. Nieustępliwość i manewr taktyczny płk. Starzewskiego w dużym stopniu zadecydowały, że niemiecki przewodniczący zgodził się na tekst umowy proponowany przez polską delegację. Również Memoriał dot. niemieckich organizacji wojskowych w Prusach Wschodnich i w Gdańsku opracowany przez płk. Starzewskiego zyskał akceptację Attaché Wojskowych Czterech Państw Sprzymierzonych. marszałek Foch wyraził uznanie dla dosadnej, krótkiej i jasnej formy polskiego Memoriału.
Po powrocie do kraju (maj 1921) płk Starzewski został przeniesiony do Ministerstwa Spraw Wojskowych jako szef Oddziału Organizacyjno-Administracyjnego. Między nim a jego bezpośrednim przełożonym – szefem Administracji gen. Czikielem, dochodziło do ustawicznych nieporozumień. Powodem był przeciwny punkt widzenia w ujęciu zadań i sposobu prowadzenia działu administracyjnego. Według płk. Starzewskiego gen. Czikiel był „kompletnym biurokratą, bojący się jak ognia wszelkiej odpowiedzialności, pilnującym jedynie, by zawsze był kryty i by wszystko na papierze się zgadzało, tłumił wszelkimi siłami każdą inicjatywę”.
W marcu 1922 roku płk Starzewski oświadczył, że nie widzi możliwości pełnienia służby w takich warunkach i prosi o przeniesienie w stan spoczynku. Mimo nalegań by od zamiaru odstąpił i sugestii o wniesienie podania o superrewizję płk Starzewski nie zrezygnował z podjętej decyzji. 23 marca 1922 roku został przydzielony do Inspektoratu Armii Nr II na stanowisko I oficera sztabu. 8 czerwca został wcielony do 1 pułku saperów, jako oddziału macierzystego. W październiku 1922 roku do Rezerwy Oficerów Sztabowych przy Dowództwie Okręgu Korpusu Nr I w Warszawie. Z dniem 1 marca 1924 roku, w związku z likwidacją Rezerwy Oficerów Sztabowych, został przydzielony do macierzystego 1 psap., jako oficer nadetatowy z równoczesnym odkomenderowaniem do Dowództwa Okręgu Korpusu Nr I w Warszawie. Przydział ten miał trwać do czasu zakończenia postępowania superrewizyjnego. Z dniem 31 marca 1925 roku został przeniesiony w stan spoczynku „z powodu trwałej niezdolności do służby stwierdzonej na podstawie przeprowadzonego postępowania rewizyjno-lekarskiego”. Mieszkał wówczas na warszawskiej Pradze przy ul. Targowej 84 m.3.

## Stan spoczynku (1925 – 1969)
Po wystąpieniu z czynnej służby zajął się własnymi sprawami majątkowymi. We wrześniu r.1925 objął stanowisko naczelnego dyrektora Związku Przedsiębiorców Gorzelń Rolniczych SA we Lwowie. Jesienią r. 1932 przeniósł się do Krakowa.
W roku 1939, zaraz po wybuchu wojny płk Starzewski stawił się w Naczelnym Dowództwie Wojska Polskiego. W oblężonej Warszawie nie otrzymał już żadnego przydziału służbowego. Do Krakowa wrócił dopiero po upadku Warszawy.
Podczas okupacji współpracował ze Stronnictwem Demokratycznym. Był komentatorem wojskowym w tajnym Dzienniku Polskim redagowanym przez Marka Arczyńskiego. Dla polskiego radia wykonywał aparaty radiowe i zbudował konspiracyjną stację nadawczą. W domu Starzewskich prowadzony był ciągły nasłuch brytyjskich audycji radiowych w językach angielskim, francuskim i niemieckim. Umożliwiało to przekazywanie najbardziej aktualnych wiadomości politycznych i wojskowych organizacjom podziemnym. Rodzina Starzewskich również uczestniczyła w konspiracji i szczęśliwie uniknęła konsekwencji.
W czasie wojny płk Starzewski ryzykował własnym życiem ratując przed rozstrzelaniem swoich dwóch braci (Leopolda i Stefana). Byli oni umieszczeni na „Obwieszczeniach” Gestapo (tj. wkrótce do rozstrzelania). Płk Starzewski z wizytówką w języku niemieckim – jako pułkownik Szt. Generalnego w stanie spoczynku – zgłosił się w siedzibie Gestapo (traktowany jako oficer sztabowy byłej armii austriackiej, aktualnie obywatel niemiecki), by „wyrwać” aresztowanych z rąk SS. W ten sam sposób udało mu się również uwolnić dalekiego krewnego (Z. Czyżewicza) – oficera AK. Jednak kolejne takie podejście skończyło się niemal tragicznie. Płk Starzewski ledwo uszedł z życiem.
Po wojnie, będąc już w poważnym wieku nie udzielał się ani politycznie ani społecznie. Był znany jako człowiek pełen humoru, cierpliwie znoszący postępującą głuchotę i liczne dolegliwości wieku starszego.

## Życie prywatne

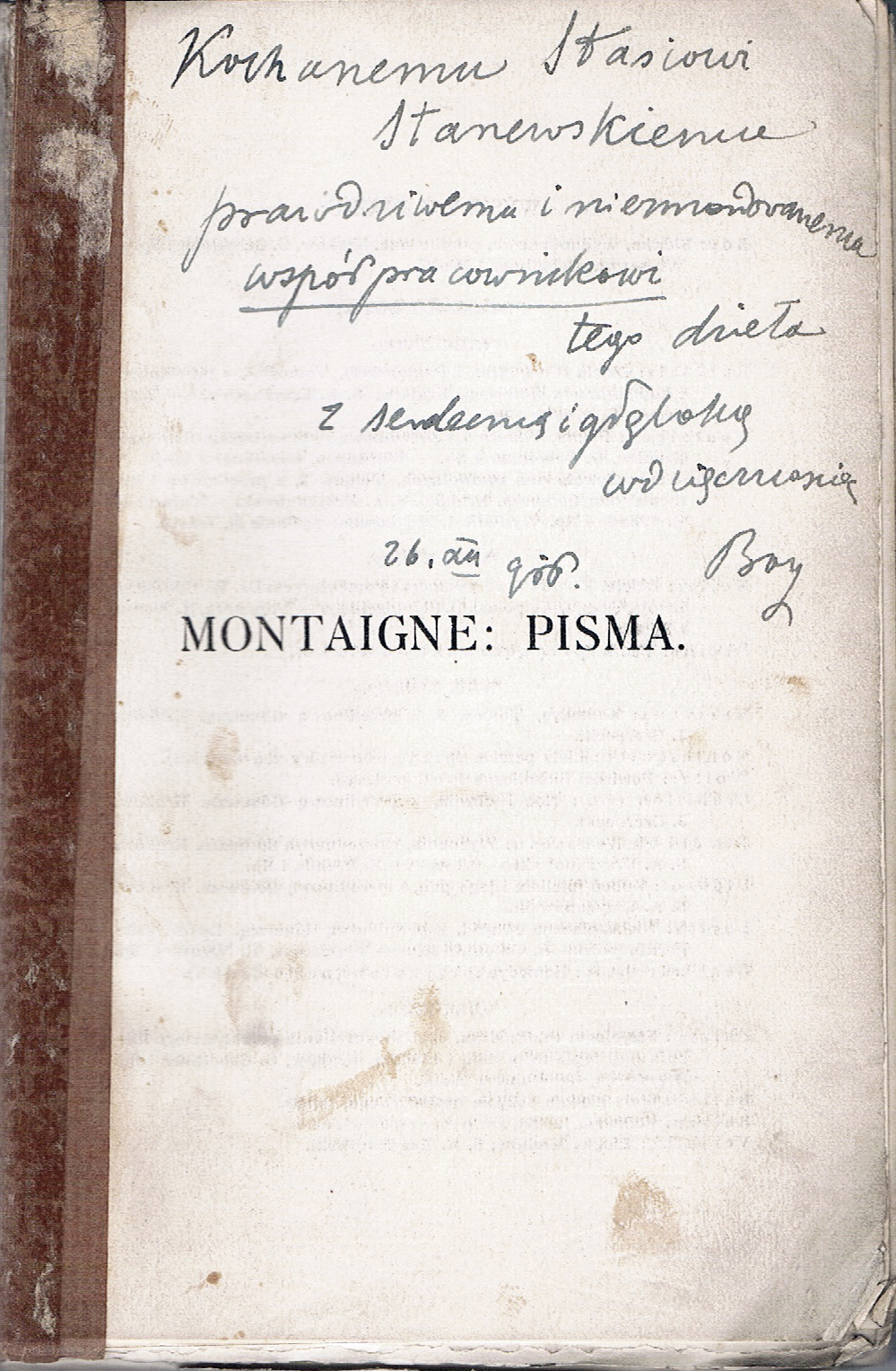
Dedykacja Tadeusza Boya-Żeleńskiego

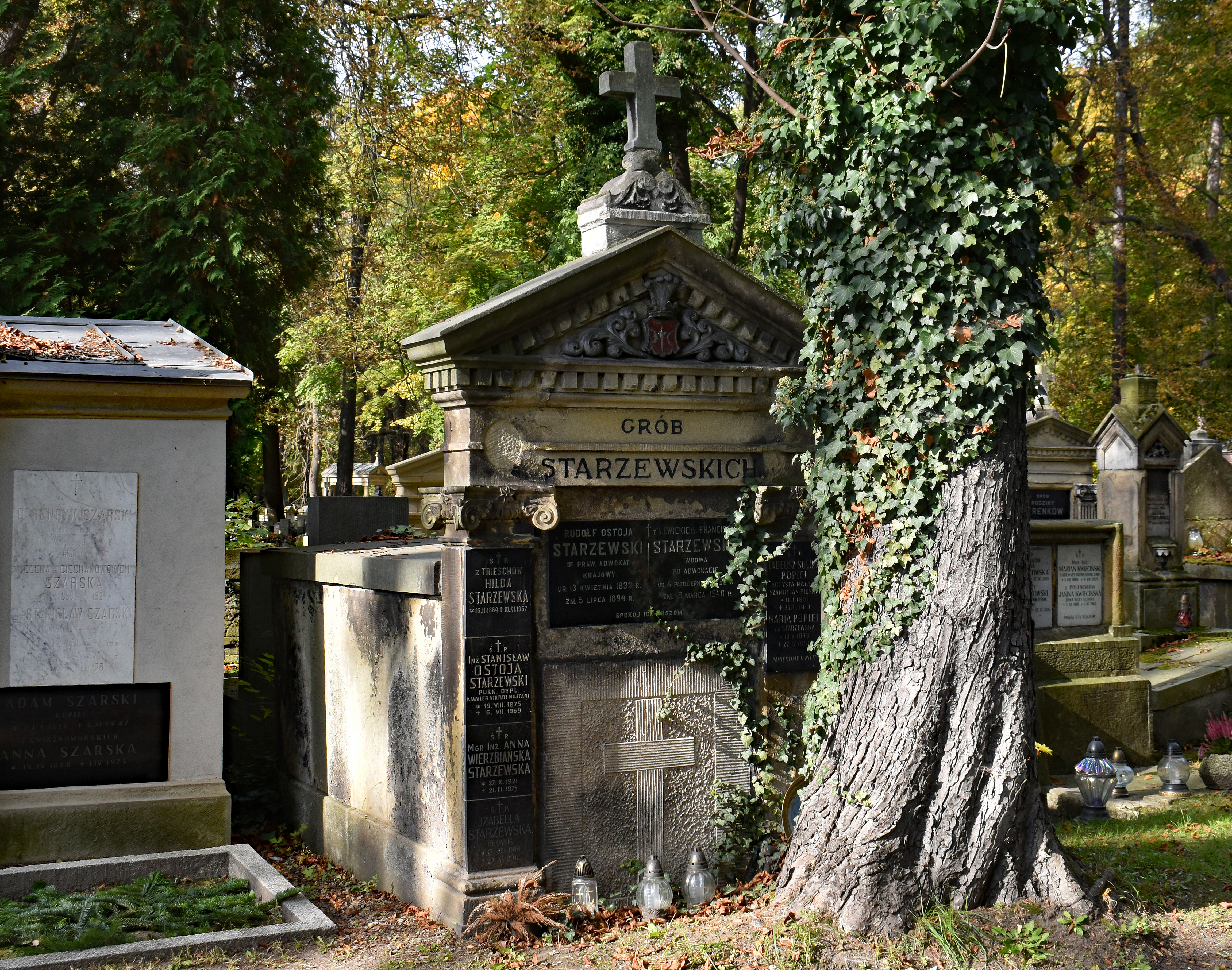
Grób Stanisława Starzewskiego na cmentarzu Rakowickim

Stanisław Starzewski był żonaty z Hildą Triesch (poch. austriackiego). Mieli czwórkę dzieci. Dwie córki – Izabellę i Renatę i dwóch synów – Mieczysława i Witolda. Mieczysław zmarł w wieku 4 lat. Żona Hilda opiekowała się w czasie I wojny światowej rannymi żołnierzami w organizacjach Czerwonego Krzyża. Nagrodzona została Srebrnym Medalem Zasługi Czerwonego Krzyża z Odznaczeniem Wojennym (1915 r.). W Krakowie razem z mężem pomagała organizacjom opiekującymi się legionistami. Znała biegle cztery języki (polski, niemiecki, francuski i angielski). Wspomagała męża w jego pracy konspiracyjnej podczas II wojny światowej.
W młodości St. Starzewski czynnie uprawiał sporty. Jeździł na nartach w Alpach i w Tatrach w czasach pionierskich tego sportu. Uprawiał też wioślarstwo i pływanie. Jeździł konno. Zajmował się szermierką. Sport szermierczy miał we krwi. Jego ojciec Rudolf był znamienitym szermierzem, a jego dziadek Michał był wybitnym nauczycielem fechtunku i autorem „Traktatu o „szermierstwie”.
Inna dziedzina zainteresowań St. Starzewskiego to fotografia. Był zapalonym i zdolnym fotoamatorem. Wykonywał zdjęcia stereoskopowe. Eksperymentował z fotografią barwną na kliszach (przeźroczach) przed I wojną światową., tj. długo przed rozpowszechnieniem tej techniki przez koncerny fotograficzne.
Zajmował się również literaturą i sztuką. Przyjaźnił się z elitą intelektualną i artystyczną Krakowa, m.in. z Boyem, malarzem Mehofferem, środowiskiem politycznym i prawniczym skupionym wokół kuzyna, dr. Tadeusza Starzewskiego, prezesa Izby Notarialnej i jednego z założycieli Naczelnego Komitetu Narodowego oraz drugiego kuzyna Rudolfa Starzewskiego, red. „Czasu”. Boy, doceniając kontakty towarzyskie i intelektualne ze St. Starzewskim, napisał dedykację w „Montaigne: Pisma”. Bywał na prawie wszystkich premierach Zielonego Balonika i zdarzało mu się występować na scenie w „trykotach” – mimo zajmowania poważnych stanowisk wojskowych. Bywał również powoływany na sekundanta lub rozjemcę pojedynków. Tak było w przypadku Mehoffera. Mehoffer wdzięczny za wyratowanie z trudnej sytuacji namalował jego portret i wręczył Starzewskiemu jako prezent ślubny.

## Ordery i odznaczenia
Polskie:
- Krzyż Srebrny Orderu Wojskowego Virtuti Militari nr 5221 – 28 lutego 1922 roku[10]
- Medal Pamiątkowy za Wojnę 1918–1921
- Medal Dziesięciolecia Odzyskanej Niepodległości
- Odznaka Honorowa Nacz. Dow. W. P. Szt. Gen (1921)

Austriackie:
- Order Franciszka Józefa z dekoracją wojenną (1918)
- Krzyż Wojskowy Karola (1918)
- Srebrny Medal Zasługi Wojskowej z dekoracją wojenną z mieczami (1916)
- Brązowy Medal Zasługi Wojskowej z dekoracją wojenną z mieczami (1914)
- Krzyż Mariański (1914)
- Brązowy Medal Zasługi Wojskowej (1906)
- Medal Zasługi Wojskowej (1902)

Bawarski:
- Order Zasługi Świętego Michała (1913)